# Les Tres Creus (la Baronia de Rialb)
Les Tres Creus és una serra situada als municipis de Coll de Nargó a la comarca de l'Alt Urgell i de la Baronia de Rialb a la de la Noguera, amb una elevació màxima de 1.026 metres.